# Variációk egy sárkányra
A Variációk egy sárkányra 1967-ben bemutatott magyar rajzfilm, amelyben a szereplők egy hagyományos népmeséből származnak, és 7 variációval épült fel. Az animációs játékfilm rendezője és írója Dargay Attila, zeneszerzője Gyulai Gaál János. A mozifilm a Pannónia Filmstúdió gyártásában készült.

## Történet

### A téma
A lovag kiszabadítja a királykisasszonyt a gonosz sárkány udvarából.

## Alkotók
- Szereplők: 1 sárkány, 1 királykisasszony, 1 lovag, 1 ló nyereggel
- Közreműködött: Szakáts Miklós
- Írta, tervezte és rendezte: Dargay Attila
- Zenéjét szerezte: Gyulai Gaál János
- Operatőr: Henrik Irén
- Hangmérnök: Horváth Domonkos
- Vágó: Czipauer János
- Rajzolták: Dékány Ferenc, Szemenyei András, Tóth Sarolta
- Színes technika: Dobrányi Géza, Kun Irén
- Gyártásvezető: Kunz Román

Készítette a Pannónia Filmstúdió